# بوبوصور
البوبوصور (الاسم العلمي:†Poposaurus) هو جنس منقرض من الزواحف الأركوصورية شبيهة السوكيات يتبع فصيلة البوبوصورات. عاش في أواخر العصر الثلاثي في جنوب غرب الولايات المتحدة. 
البوبوصور ينحدر من أصنوفة قريبات البوبوصورات وهي أصنوفة غير عادية من أشباه السوكيات الثلاثية شملت كائنات شراعية الظهر وذوات منقار ومنها مائية.
تم العثور على الأحافير في وايومنغ ويوتا وأريزونا وتكساس. معظم أجزاء الهيكل العظمي معروفة باستثناء الجمجمة. النوع النمطي هو البوبوصور النحيل وصفها M. G. ميهل في عام 1915. وهناك نوع آخر هو البوبوصور اللانغستوني كان يعد في الأصل نوعاً من أنواع جنس آخر. ، وقد تم تصنيف البوبوصور منذ وصفه لأول مرة بشكل مختلف مرة على أنه ديناصور وأخرى كفيتوصور أو من تماسيح راو.